# سانست، شهرستان استار، تگزاس
سانست (به انگلیسی: Sunset) یک منطقهٔ مسکونی در ایالات متحده آمریکا است که در شهرستان استار، تگزاس واقع شده‌است. سانست ۴۷ نفر جمعیت دارد.